# Река (фильм, 1951)
«Река» (англ. The River) — мелодраматический фильм совместного производства Франции, Индии, США и Великобритании, поставленный в 1951 году в Индии французским режиссёром Жаном Ренуаром по одноимённому роману Маргарет Румер Годден. Ассистентом на съемках фильма был знаменитый впоследствии индийский кинорежиссер Сатьяджит Рай (Рей). Лента впервые показана в Венеции на фестивале 30.8.1951 и была отмечена Международным призом на Венецианском международном кинофестивале 1951 года и ещё рядом кинонаград.

## Над фильмом работали
Актёрский состав:
| Нора Суинбёрн      | Мать             |
| Эсмонд Найт        | Отец             |
| Артур Шилдс        | Мистер Джон      |
| Томас Е. Брин      | Капитан Джон     |
| Супрова Мукерджи   | Нэн              |
| Патриция Уолтерс   | Харриет          |
| Радха Бернье       | Мелани           |
| Адриенн Корри      | Валери           |
| Ричард Фостер      | Боги             |
| Пенелопа Уилкинсон | Элизабет         |
| Джейн Харрис       | Маффи            |
| Дженнифер Харрис   | Маус             |
| Сесилия Вуд        | Виктория         |
| Рам Сингх          | Саджи Сингх      |
| Нимай Барик        | Кану             |
| Трилак Джетли      | Анил             |
| Джун Хиллман       | Закадровый текст |

Съёмочная группа:
| Роль            | Имя                                 |
| --------------- | ----------------------------------- |
| Режиссёр        | Жан Ренуар                          |
| Продюсеры       | Кеннет Макэлдоуни, Калиян Гупта     |
| Авторы сценария | Жан Ренуар (по роману Рамер Годден) |
| Оператор        | Клод Ренуар                         |
| Художники       | Эжен Лурье, Баней Чандра Гупта      |
| Монтажёр        | Джордж Гейл                         |

## Сюжет
Девушка-подросток Хэрриет рассказывает о своей первой любви. Её семья родом из Англии живет в Индии на берегу Ганга. У Хэрриет четыре младших сестры и братишка Боги, который мечтает приручить кобру. Их отец управляет фабрикой джута на набережной.
К соседу-англичанину возвращается из Америки племянник — капитан Джон; он прибывает всего через несколько дней после приезда дочери этого соседа Мелани из Европы, где она училась. Сосед, который недавно потерял жену-индуску, которую горячо любил, видит, как его дочь одевается в сари, чтобы попытаться слиться с этой страной, где она из-за своего двойственного происхождения ощущает себя как бы несколько отстраненной. Что касается Джона, то он чувствует себя здесь абсолютным чужаком. Война оставила глубокие следы на его теле (после тяжелого ранения остался без ноги) и в душе.
Кроме Мелани, Хэрриет дружит с Вэлери, дочерью состоятельного коллеги отца, которая увлекается верховой ездой; она немного старше Хэрриет и уже обладает женским шармом. Все три девушки влюбляются в капитана Джона: Хэрриет, еще неловкая и наивная, как гадкий утенок, мечтающий превратиться в лебедя; Вэлери, легкомысленная и жестокая юная прелестница; Мелани, серьезная, спокойная и мудрая, как сама Индия. 
Бурная жизнь на берегах и на водах реки, религиозные праздники, такие как Дивали, — роскошные зрелища и развлечения, стихи, которые втайне от всех пишет Хэрриет, чтобы примириться с окружающим миром и воспеть его, пропитывают собой зарождающуюся любовь каждой из трех героинь.
Когда капитан Джон сообщает о своем отъезде, в доме Хэрриет поселяется грусть. Мелани, Хэрриет и Вэлери одновременно приносят капитану цветы. Только Вэлери, которая поссорилась с ним, оказывается удостоенной страстного поцелуя на глазах у Мелани и Хэрриет.
Во время сиесты Хэрриет находит маленького Боги мертвым: кобра, которую он так хотел приручить, укусила его. Испытывая мучительное чувство вины, девушка пытается утопиться в реке: ведь сестра знала об опасности, грозящей мальчику, но переживания, связанные с недавними событиями, а также с приближающимся отъездом Джона, отвлекли ее, и она оставила брата без присмотра. Свести счёты с жизнью помешали рыбаки, вовремя вытащив из воды неудавшуюся утопленницу.
Мудрая Мелани, чувствуя, что Джону по-прежнему плохо, советует ему: «Нужно смириться». Перед отъездом капитана Хэрриет набирается смелости и признаётся ему в любви, но капитан оставляет это полудетское признание без внимания..
Когда приходит весна, мать Хэрриет рожает еще одного ребенка. Все три подруги, получив по письму от Джона, погружаются в чтение посланий, но листки выскальзывают у них из рук, когда слышится первый крик младенца.